# Trichopeltulum pulchellum
Trichopeltulum pulchellum är en svampart som beskrevs av Speg. 1889. Trichopeltulum pulchellum ingår i släktet Trichopeltulum, divisionen sporsäcksvampar och riket svampar.   Inga underarter finns listade i Catalogue of Life.